# Gökhan Keskin
Gökhan Keskin (ur. 31 marca 1966 w Stambule) – piłkarz turecki grający na pozycji środkowego obrońcy. W swojej karierze rozegrał 41 meczów w reprezentacji Turcji.

## Kariera klubowa
Karierę piłkarską Keskin rozpoczął w klubie Beşiktaş JK ze Stambułu. W sezonie 1984/1985 zadebiutował w nim w pierwszej lidze tureckiej. Od sezonu 1985/1986 był podstawowym zawodnikiem Beşiktaşu. Wraz z Beşiktaşem pięciokrotnie wywalczył tytuł mistrza Turcji w latach 1986, 1990, 1991, 1992 i 1995. W latach 1989, 1990 i 1994 zdobywał Puchar Turcji. W swojej karierze sięgnął też po Superpuchar Turcji w latach 1986, 1989, 1992 i 1994. W barwach Beşiktaşu rozegrał 336 meczów ligowych, w których strzelił 14 bramek.
W 1996 roku Keskin przeszedł do innego klubu ze Stambułu, İstanbulsporu. Grał w nim do zakończenia sezonu 2000/2001. W 2001 roku zakończył swoją karierę zawodniczą.
| Sezon   | Klub         | Kraj   | Rozgrywki | Mecze | Bramki |
| ------- | ------------ | ------ | --------- | ----- | ------ |
| 1984/85 | Beşiktaş JK  | Turcja | 1. Lig    | 14    | 1      |
| 1985/86 | Beşiktaş JK  | Turcja | 1. Lig    | 36    | 5      |
| 1986/87 | Beşiktaş JK  | Turcja | 1. Lig    | 31    | 2      |
| 1987/88 | Beşiktaş JK  | Turcja | 1. Lig    | 35    | 2      |
| 1988/89 | Beşiktaş JK  | Turcja | 1. Lig    | 35    | 1      |
| 1989/90 | Beşiktaş JK  | Turcja | 1. Lig    | 34    | 0      |
| 1990/91 | Beşiktaş JK  | Turcja | 1. Lig    | 28    | 1      |
| 1991/92 | Beşiktaş JK  | Turcja | 1. Lig    | 27    | 2      |
| 1992/93 | Beşiktaş JK  | Turcja | 1. Lig    | 24    | 1      |
| 1993/94 | Beşiktaş JK  | Turcja | 1. Lig    | 25    | 0      |
| 1994/95 | Beşiktaş JK  | Turcja | 1. Lig    | 28    | 0      |
| 1995/96 | Beşiktaş JK  | Turcja | 1. Lig    | 19    | 0      |
| 1996/97 | İstanbulspor | Turcja | 1. Lig    | 28    | 1      |
| 1997/98 | İstanbulspor | Turcja | 1. Lig    | 21    | 0      |
| 1998/99 | İstanbulspor | Turcja | 1. Lig    | 12    | 1      |
| 1999/00 | İstanbulspor | Turcja | 1. Lig    | 7     | 1      |
| 2000/01 | İstanbulspor | Turcja | 1. Lig    | 11    | 0      |

## Kariera reprezentacyjna
W reprezentacji Turcji Keskin zadebiutował 11 listopada 1987 w przegranym 0:1 meczu eliminacji do Euro 88 z Irlandią Północną. W swojej karierze grał w też w eliminacjach do MŚ 1990, Euro 92, MŚ 1994 i Euro 96. Od 1987 do 1995 roku rozegrał w kadrze narodowej 41 meczów.